# Episodi di Love, American Style (quinta stagione)
La quinta stagione della serie televisiva Love, American Style è stata trasmessa in anteprima negli Stati Uniti d'America dalla ABC tra il 14 settembre 1973 e l'11 gennaio 1974.
| nº | Titolo originale | Titolo italiano | Prima TV USA      | Prima TV Italia |
| -- | --- | --------------- | ----------------- | --------------- |
| 1  | Love and the Footlight Fiancee / Love and the Plane Fantasy / Love and the Swinging Surgeon / Love and the Teller's Tale                            |                 | 14 settembre 1973 |                 |
| 2  | Love and the Comedienne / Love and the Lie / Love and the Lifter / Love and the Suspicious Husband                                                  |                 | 21 settembre 1973 |                 |
| 3  | Love and the Golden Memory / Love and the Heavy Set / Love and the Novel / Love and the See-Through Mind / Love and the Seven Year Wait             |                 | 28 settembre 1973 |                 |
| 4  | Love and the Games People Play / Love and High Spirits / Love and the Memento / Love and the Single Husband / Love and the Stutter                  |                 | 5 ottobre 1973    |                 |
| 5  | Love and the Bonded Separation / Love and the Fractured Fibula / Love and the Pretty Secretary                                                      |                 | 12 ottobre 1973   |                 |
| 6  | Love and the Cozy Comrades / Love and the Flunky / Love and the Hoodwinked Honey / Love and the Secret Spouse                                       |                 | 19 ottobre 1973   |                 |
| 7  | Love and the Fortunate Cookie / Love and the Lady Prisoner / Love and the Opera Singer / Love and the Weighty Problem                               |                 | 2 novembre 1973   |                 |
| 8  | Love and the Clinical Problem / Love and the Eat's Cafe / Love and the Last Joke / Love and the Persistent Assistant / Love and the Unsteady Steady |                 | 9 novembre 1973   |                 |
| 9  | Love and the Big Top / Love and the Locksmith / Love and the Odd Couples / Love and the Unwedding                                                   |                 | 16 novembre 1973  |                 |
| 10 | Love and the Blue Plate Special / Love and the Man of the Year / Love and the Time Machine                                                          |                 | 23 novembre 1973  |                 |
| 11 | Love and the Hidden Meaning / Love and the Model Apartment / Love and the Parent's Sake / Love and the Three-Timer / Love and the Weirdo            |                 | 30 novembre 1973  |                 |
| 12 | Love and the Awkward Age / Love and the Generation Gasp / Love and the Spendthrift                                                                  |                 | 7 dicembre 1973   |                 |
| 13 | Love and Carmen Lopez / Love and the Cover / Love and the Cryin' Cowboy                                                                             |                 | 28 dicembre 1973  |                 |
| 14 | Love and the Extra Job / Love and the Flying Finletters / Love and the Golden Worm / Love and the Itchy Condition / Love and the Patrolperson       |                 | 4 gennaio 1974    |                 |
| 15 | Love and the Competitors / Love and the Forever Tree / Love and the Image Makers / Love and Mr. Bunny / Love and the Phobia                         |                 | 11 gennaio 1974   |                 |